# Hypernova (obchodní řetězec)
Hypernova byl řetězec hypermarketů provozovaný skupinou Ahold, který působil v Česku, na Slovensku a v Polsku.
Na český trh Hypernova vstoupila v roce 1998 a doplnila tak existující formáty obchodů skupiny Ahold, kterými v té době byly diskonty Sesam, supermarkety Mana a větší supermarkety („megamarkety“) Prima. V rámci obchodní strategie skupiny Ahold byly v roce 2000 obchody Sesam a Mana spojeny pod značkou Albert, o rok později Hypernova převzala prodejny Prima. V roce 2007 bylo rozhodnuto také o spojení značek Albert a Hypernova. Od roku 2009, kdy byla změna dokončena, jsou původní prodejny Hypernova provozovány pod značkou Albert hypermarket.
Polský a slovenský trh Ahold opustil. V Polsku prodejny Hypernova fungovaly v letech 1998–2007. Celkově jich vzniklo 27 a většinu z nich převzal Carrefour. Na Slovensku se Hypernova udržela nejdéle. Ahold sice již v roce 2006 oznámil záměr ze Slovenska odejít, v roce 2007 jej nicméně přehodnotil a k prodeji dvacítky prodejen Hypernova (spolu se čtyřmi supermarkety Albert) došlo až v roce 2014. Jejich novým majitelem se stala společnost provozující řetězec hypermarketů Terno, do kterého měly prodejny být začleněny. To se nicméně nestalo a všechny byly během následujících let uzavřeny. První slovenská Hypernova, otevřená v roce 2001 v Považské Bystrici, byla zároveň uzavřena jako poslední, a to 31. července 2018.

## Hypernova vČesku

### Obchody

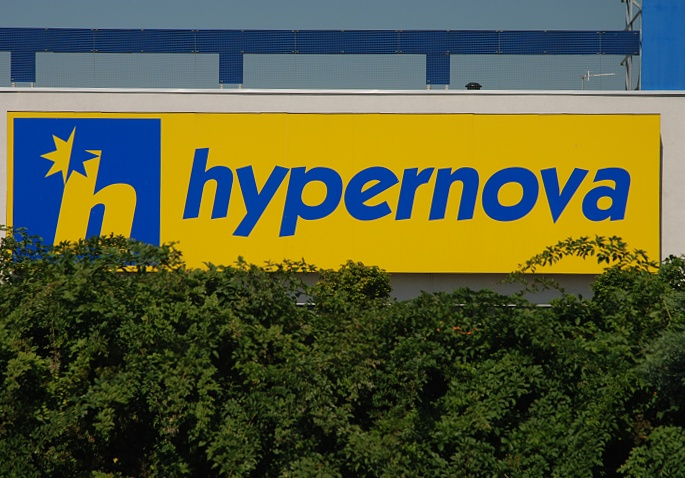
Logo Hypernovy v Orlové (2007)

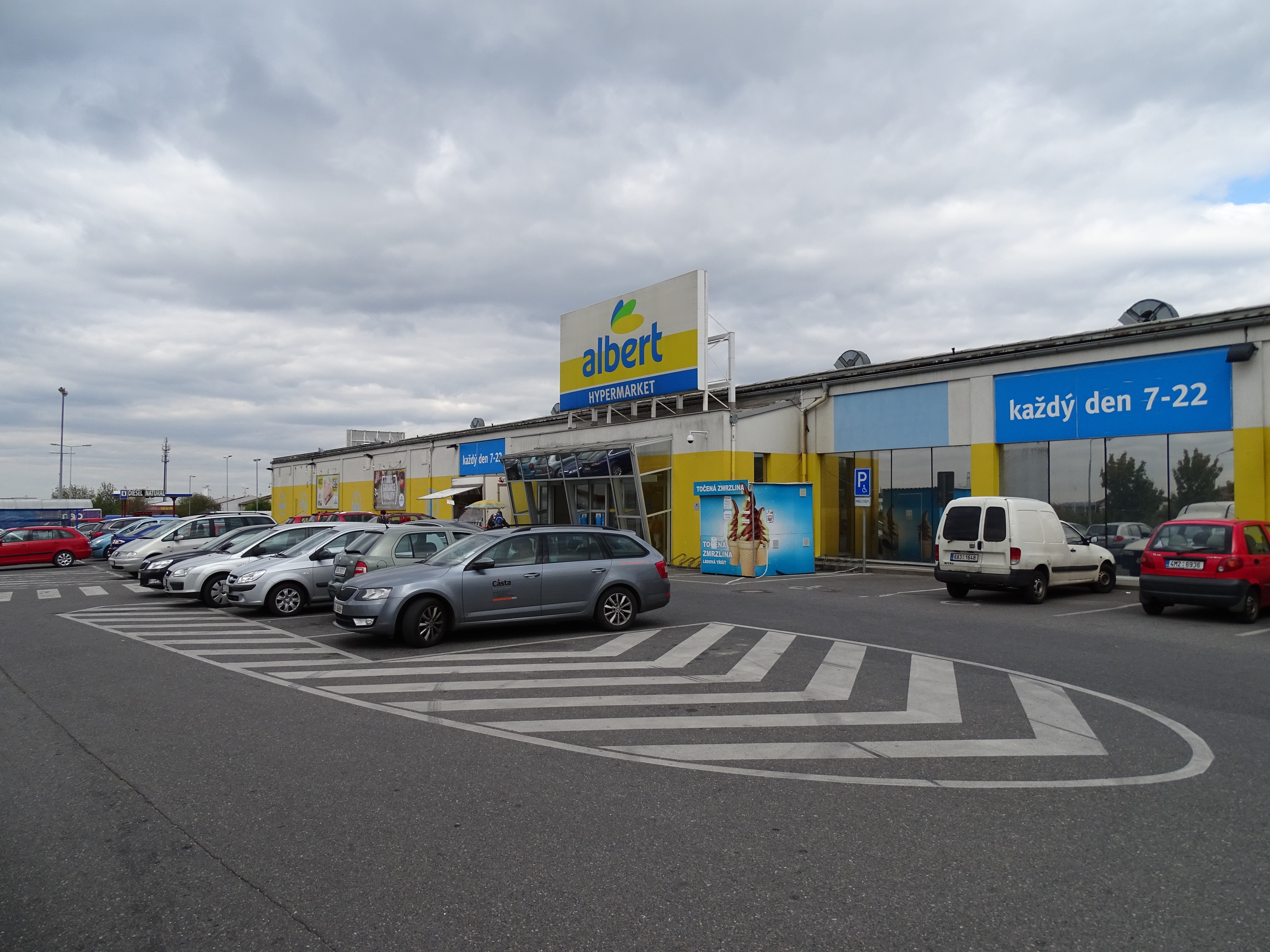
Albert Hypermarket ve Vestci (2015)

Hypernova v Česku provozovala dvě velikosti prodejen. Nejstarší hypermarkety měly prodejní plochu kolem 9 000 m2, zatímco obchody Prima Megamarket, které značku Hypernova začaly používat v roce 2001, měly rozlohu poloviční nebo i menší. Už v roce 2006 se objevily plány na sjednocení velikosti prodejen a zmenšení největších z nich, k jejich přestavbě však došlo až v roce 2009 již pod značkou Albert Hypermarket. Největší prodejny se nacházely v obchodních centrech na okrajích velkých měst a zpravidla v blízkosti dálnic (např. hypermarkety v obchodních centrech Olympia nebo v Centru Chodov). Menší hypermarkety a bývalé obchody Prima byly oproti tomu soustředěny v okresních či menších krajských městech. Hypernova tak na rozdíl od jiných řetězců nikdy nepronikla blíže k centrům největších měst, pouze v Praze a Plzni měla více než jednu pobočku, a z krajských měst nikdy nepůsobila ve Zlíně.
První Hypernova byla otevřena v Obchodním centru Čestlice v roce 1998. Do konce roku 2000 byly otevřeny prodejny v Brně, Liberci, Mladé Boleslavi a Teplicích. Po sloučení s prodejnami Prima měla Hypernova v Česku v květnu 2001 32 obchodů. Hypernova také v říjnu 2005 převzala prodejnu ve Vestci u Prahy od řetězce Julius Meinl. V srpnu 2007, kdy bylo rozhodnuto o změně značky na Albert, v Česku bylo 56 obchodů Hypernova.
Jako první prošla změnou vestecká Hypernova, která byla po rekonstrukci otevřena 29. listopadu 2007 pod značkou HYPER Albert. V roce 2008 navázaly nově vybudované prodejny HYPER Albert v obchodním centru Central Most a v nákupním parku Stop Shop v Třebíči (v témže roce byla v Třebíči uzavřena původní Hypernova na sídlišti nedaleko nákupního parku). Definitivní změna názvu proběhla v polovině roku 2009, kdy byly všechny prodejny Hypernova a HYPER Albert přejmenovány na Albert Hypermarket.
Většina bývalých prodejen Hypernova v roce 2022 stále fungovala pod značkou Albert Hypermarket. Již v roce 2009 ale byly uzavřeny nevýdělečné prodejny v Českém Těšíně a v Karlových Varech. Další obchody byly uzavírány po roce 2015, kdy Albert převzal hypermarkety Interspar, které se v některých městech nacházely v sousedství jeho stávajících prodejen. Uzavřen tak byl někdejší HYPER Albert v třebíčském nákupním parku nebo původní Hypernova v Chebu. Někde však poblíž sebe nadále fungují obě prodejny, například v České Lípě nebo Mladé Boleslavi.
| Kraj            | Počet prodejen | Lokace                                                                                         |
| --------------- | -------------- | ---------------------------------------------------------------------------------------------- |
| Jihočeský       | 4              | České Budějovice (Mercury centrum), Jindřichův Hradec, Písek, Tábor                            |
| Jihomoravský    | 5              | Brno (Olympia), Břeclav, Hodonín, Vyškov, Znojmo                                               |
| Karlovarský     | 2              | Cheb, Karlovy Vary                                                                             |
| Královéhradecký | 3              | Hradec Králové (Kukleny), Náchod, Trutnov                                                      |
| Liberecký       | 2              | Česká Lípa, Liberec (Nisa)                                                                     |
| Moravskoslezský | 9              | Český Těšín, Frýdek-Místek, Karviná, Krnov, Nový Jičín, Opava, Orlová, Ostrava (Avion), Třinec |
| Olomoucký       | 4              | Hranice, Přerov, Šumperk, Velký Týnec (Olympia Olomouc)                                        |
| Pardubický      | 3              | Chrudim, Pardubice, Svitavy                                                                    |
| Plzeňský        | 3              | Klatovy, Plzeň (Bolevec, Olympia)                                                              |
| Praha           | 3              | Centrum Chodov, Galerie Butovice, Šestka                                                       |
| Středočeský     | 7              | Čestlice, Králův Dvůr, Mladá Boleslav (Olympia), Nymburk, Příbram, Rakovník, Vestec            |
| Ústecký         | 4              | Děčín, Ústí nad Labem, Teplice (Olympia), Varnsdorf                                            |
| Vysočina        | 4              | Havlíčkův Brod, Jihlava, Třebíč, Žďár nad Sázavou                                              |
| Zlínský         | 3              | Kroměříž, Kunovice, Vsetín                                                                     |

### Reklama
Hypernova vydávala jednou týdně reklamní leták. Leták byl k dispozici na prodejnách a byl také zdarma distribuován do domácností v okolí prodejen, distribuci zajišťovala společnost TNT Post.

### Kontroverze

#### Prodej zkaženého masa
V říjnu 2005 TV Nova odvysílala záběry z Hypernovy v Galerii Butovice, pořízené skrytou kamerou jedním z řezníků. Na videu byly vidět přepravky s nazelenalým, zkaženým masem a prodej zkaženého masa v něm přiznal i jeden z vedoucích. Podle výpovědi řezníka byli zaměstnanci nadřízenými nuceni již prošlé balené maso znovu zabalit a opatřit novým datem spotřeby. To později potvrdili i někteří další zaměstnanci, ti navíc uvedli, že maso, které bylo již viditelně zkažené a zapáchalo, bylo naloženo do marinády a následně tepelně zpracováno nebo použito k výrobě uzenin. Případem se zabývala policie, která zahájila trestní stíhání vůči trojici vedoucích oddělení masa. Následně jej převzal Obvodní soud pro Prahu 5, který trojici šestkrát osvobodil (pětkrát byl rozsudek zrušen odvolacím soudem), načež byl případ v roce 2011 promlčen. Někteří svědci mimo jiné vypověděli, že řezník, který pořídil záběry na skrytou kameru, měl problémy s alkoholem a že se obchodu chtěl pomstít.
Kauza navázala na případ z konce září 2005, kdy Státní zemědělská a potravinářská inspekce (SZPI) v Hypernově v Čestlicích našla balené masné výrobky, kterým byla prodloužena doba spotřeby o dva až čtyři měsíce. V prodejně v Galerii Butovice tehdy našla paštiku, která byla opatřena datem minimální trvanlivosti (přičemž jako rychle se kazící výrobek měla nést datum spotřeby).

#### Problémy shlodavci
V roce 2005 kontroly SZPI opakovaně odhalily přítomnost živých i mrtvých myší a myšího trusu v Hypernově v Jindřichově Hradci. Myši a trus byly ve skladu, na prodejní ploše i v regálech, byly také objeveny rozkousané a znečištěné obaly i samotné potraviny. V září 2005 inspekce provozovně nařídila přerušení prodeje potravin, což bylo poprvé, kdy k takovému kroku sáhla. Společnost problémy s hlodavci na prodejně přiznala, hypermarket byl znovu otevřen o týden později po provedení deratizace.

## Galerie

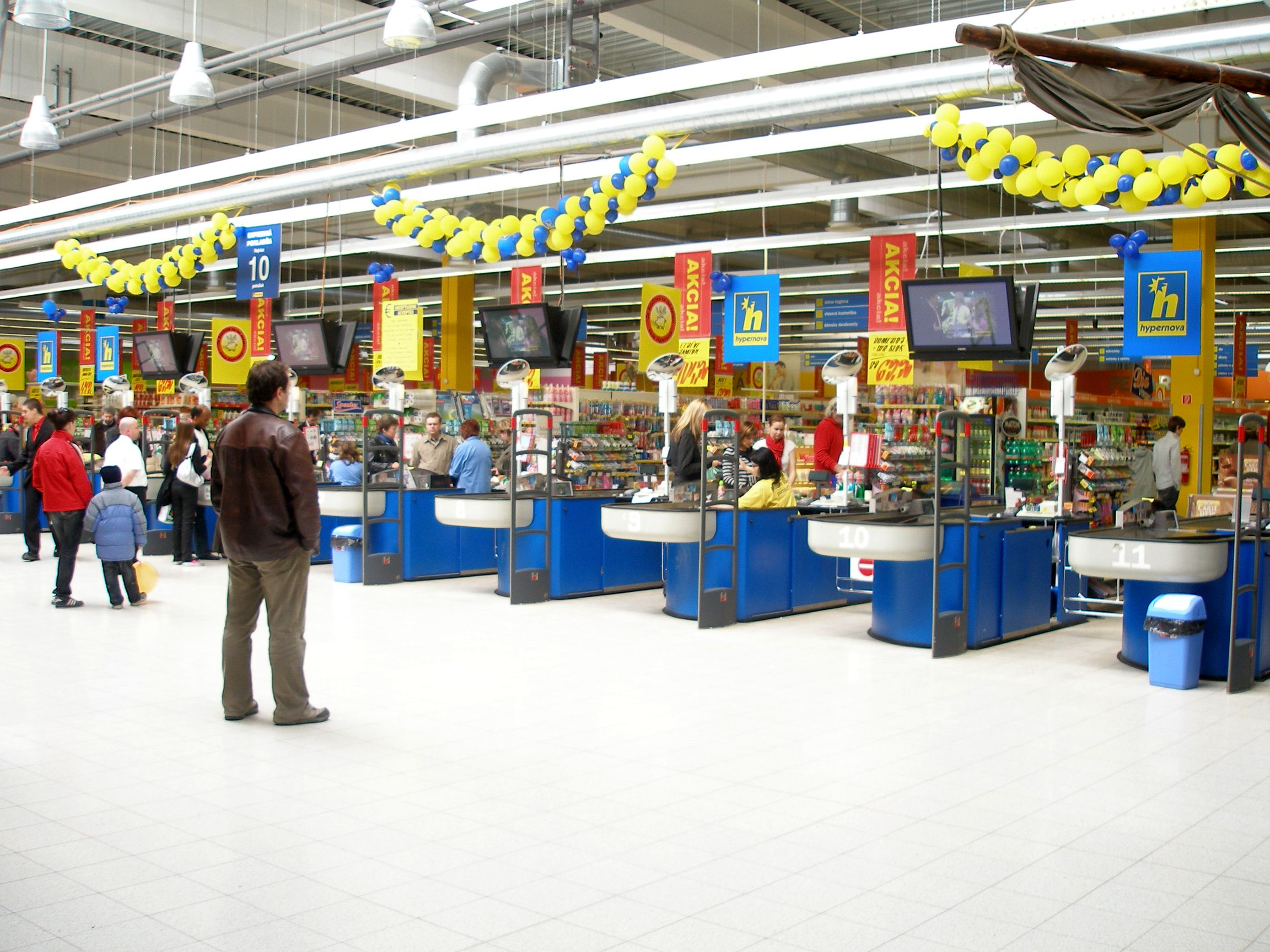
Hypernova v Prešově (2005)
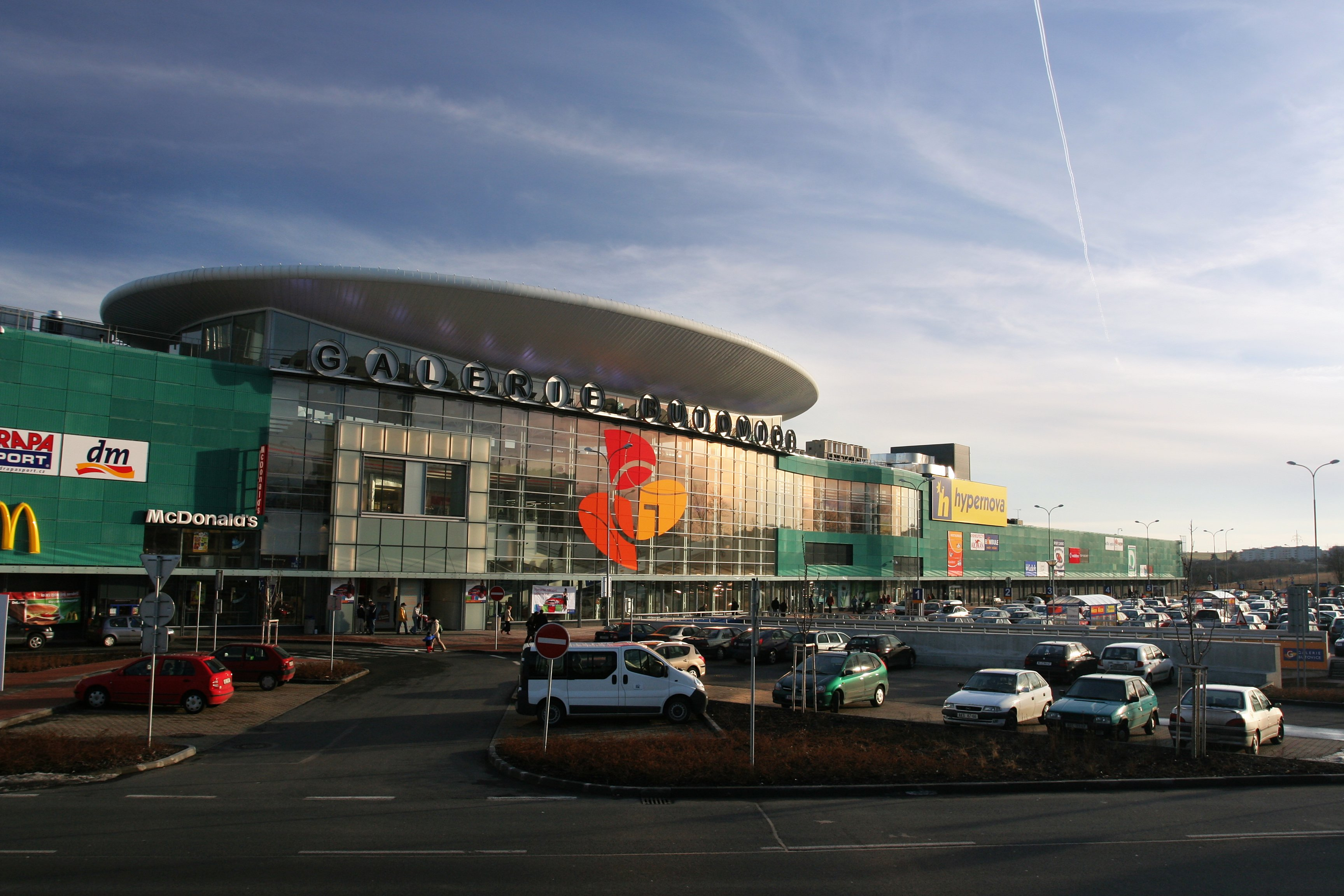
Galerie Butovice s hypermarketem Hypernova (2006)
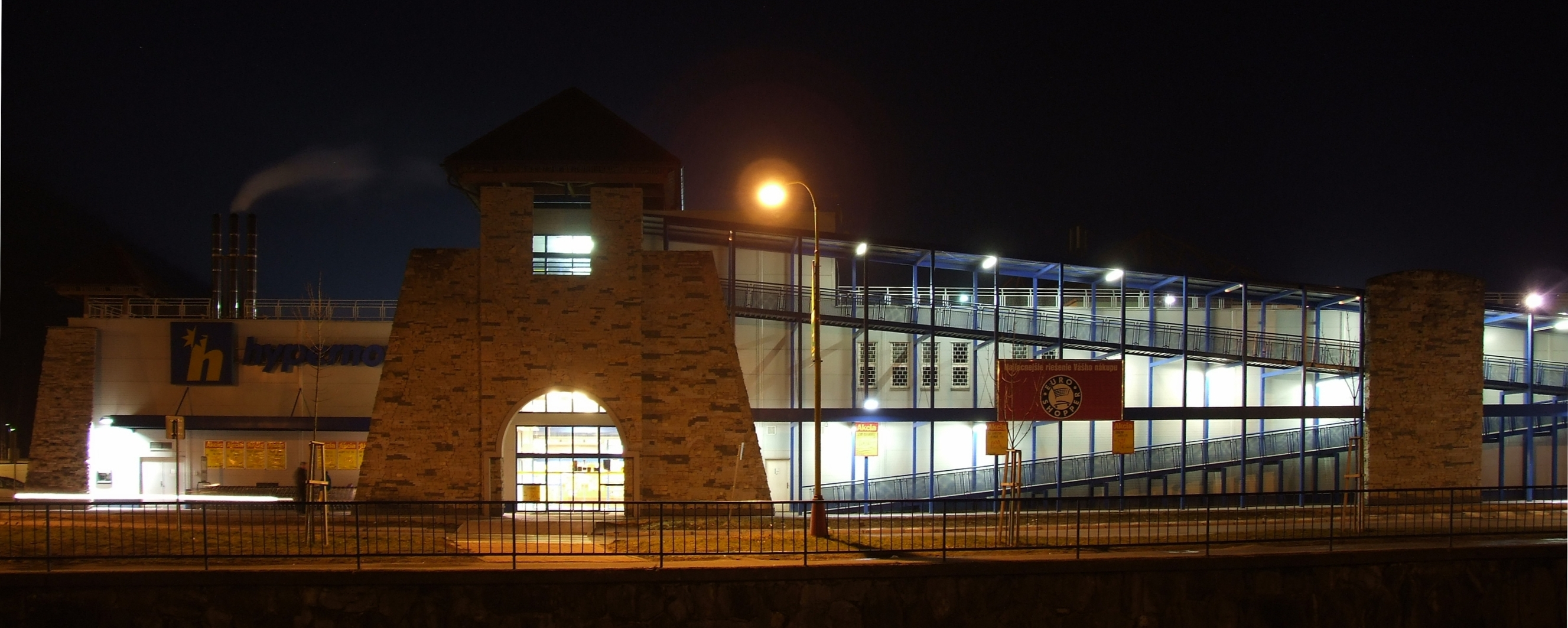
Hypernova v Ružomberku (2009)
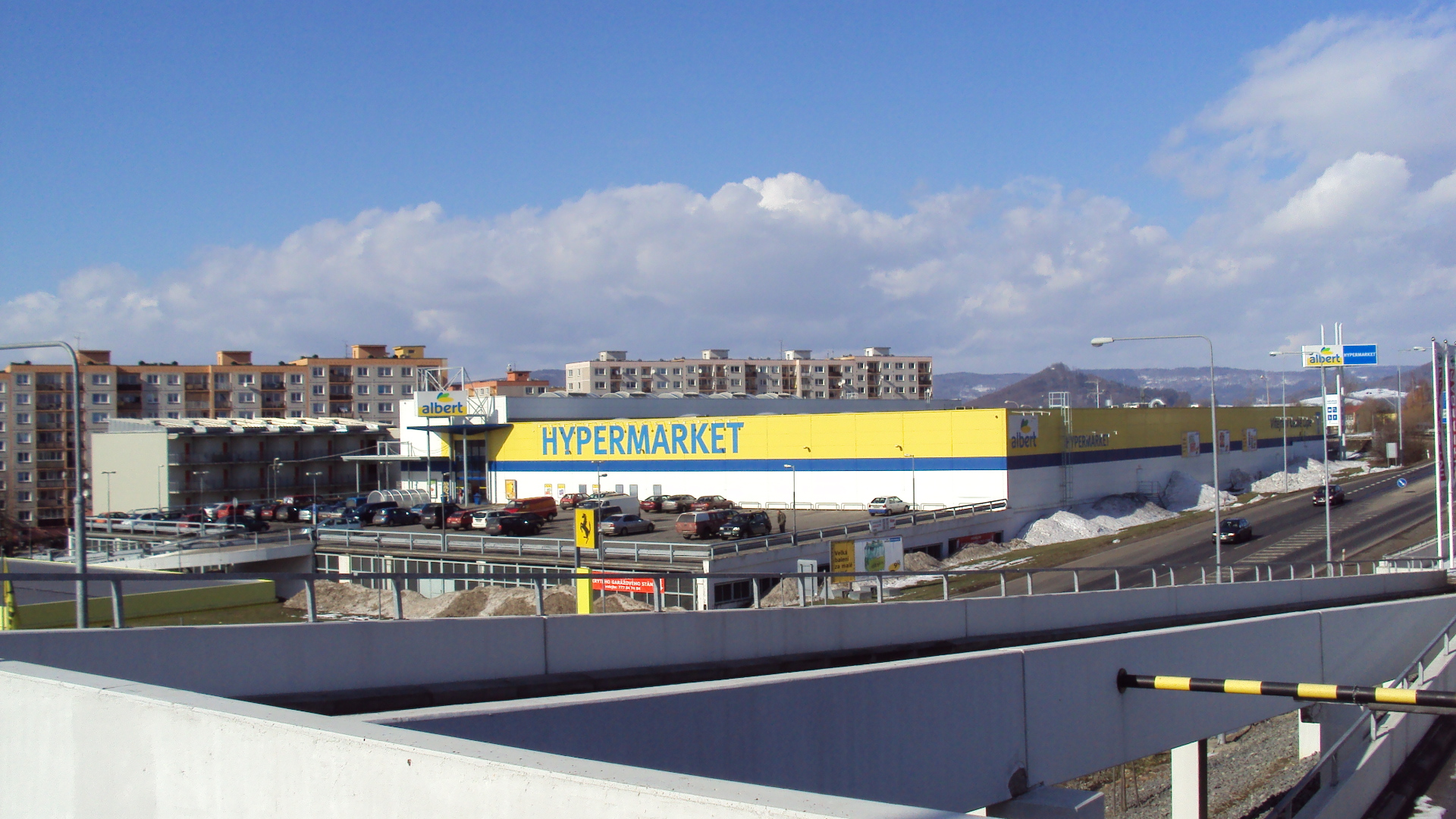
Bývalá Hypernova v České Lípě (2010)
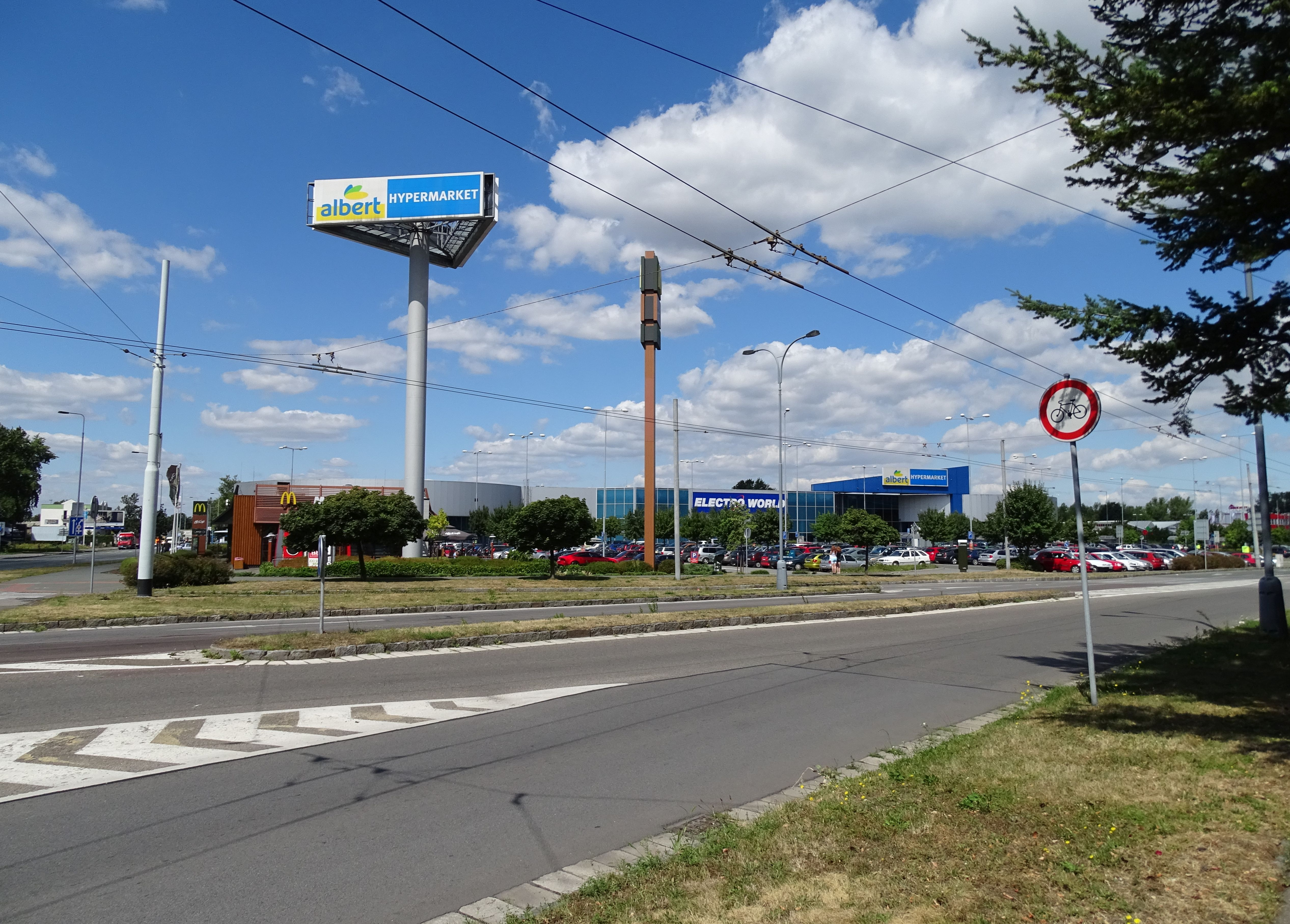
Bývalá Hypernova s obchodním centrem v Pardubicích (2015)
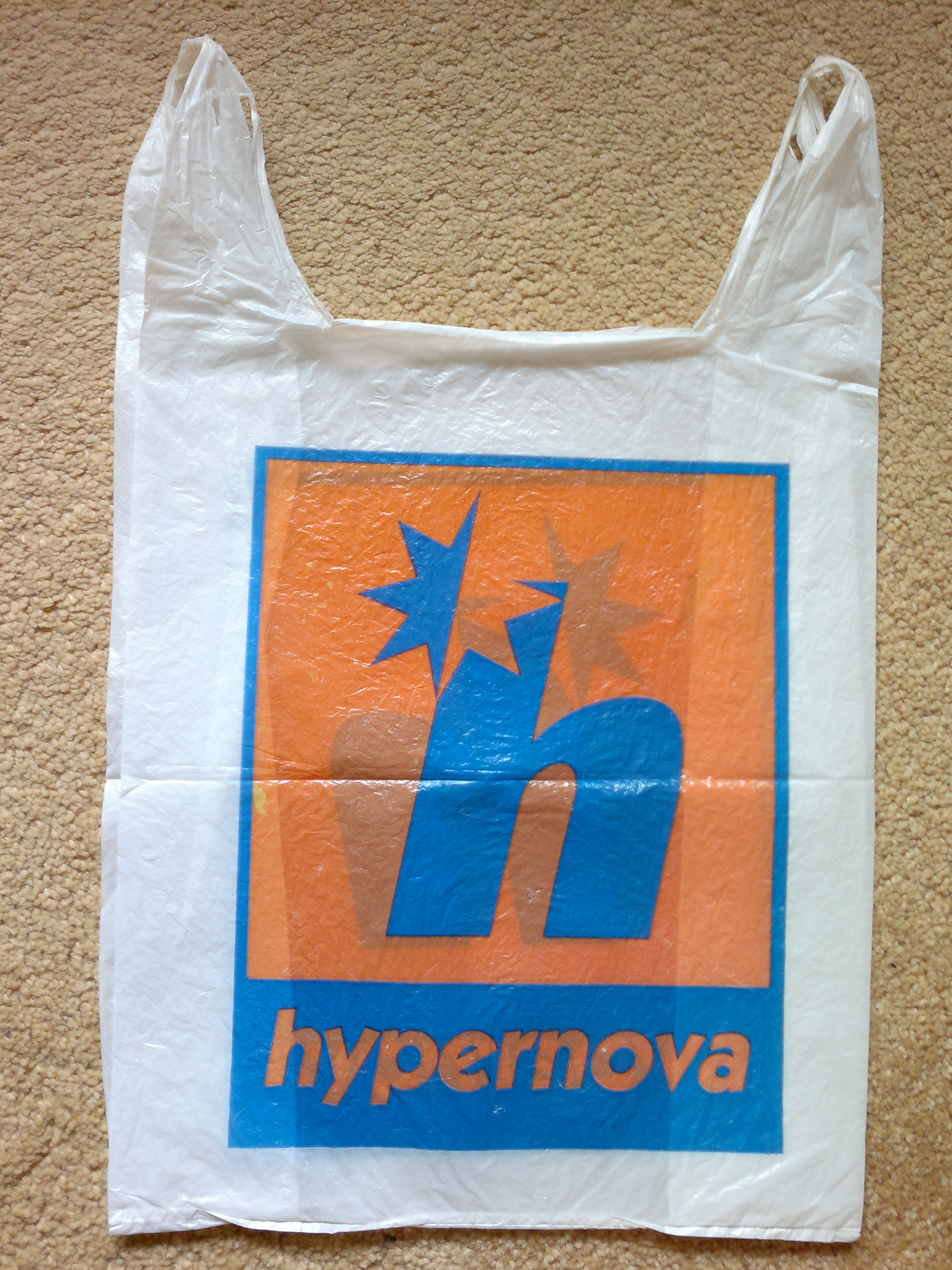
Igelitová taška Hypernova ve starém modrooranžovém provedení